# Allainville, Yvelines
Allainville-aux-Bois là một xã thuộc tỉnh Yvelines, trong vùng Île-de-France, Pháp, située à 23 km environ về phía nam của Rambouillet.
Người dân địa phương trong tiếng Pháp gọi là Allainvillois.
Các xã giáp ranh là: Boinville-le-Gaillard và Saint-Martin-de-Bréthencourt về phía bắc, Paray-Douaville về phía tây, Garancières-en-Beauce và Sainville về phía nam, Chatignonville và Corbreuse về phía đông.

## Biến động dân số
| 1793 | 1800 | 1806 | 1821 | 1831 | 1836 | 1841 | 1846 | 1851 |
| ---- | ---- | ---- | ---- | ---- | ---- | ---- | ---- | ---- |
| 322  | 284  | 353  | 345  | 464  | 351  | 346  | 375  | 365  |

| 1856 | 1861 | 1866 | 1872 | 1876 | 1881 | 1886 | 1891 | 1896 |
| ---- | ---- | ---- | ---- | ---- | ---- | ---- | ---- | ---- |
| 363  | 341  | 334  | 326  | 350  | 385  | 452  | 400  | 370  |

| 1901 | 1906 | 1911 | 1921 | 1926 | 1931 | 1936 | 1946 | 1954 |
| ---- | ---- | ---- | ---- | ---- | ---- | ---- | ---- | ---- |
| 348  | 347  | 333  | 283  | 296  | 320  | 307  | 300  | 252  |

| 1962                                         | 1968 | 1975 | 1982 | 1990 | 1999 | - | - | - |
| -------------------------------------------- | ---- | ---- | ---- | ---- | ---- | - | - | - |
| 243                                          | 189  | 189  | 181  | 273  | 293  | - | - | - |
| Số liệu kể từ 1962 : dân số không tính trùng |      |      |      |      |      |   |   |   |

## Hành chính
| Danh sách các thị trưởng               |           |                 |               |                        |
| Giai đoạn                              | Giai đoạn | Tên             | Đảng          | Tư cách                |
| tháng 3 năm 2001                       |           | Daniel Langlois | phi chính trị | thị trưởng Bản mẫu:Elu |
| Tất cả các dữ liệu trước đây không rõ. |           |                 |               |                        |